# Stari Gočan
Stari Gočan, egy középkori erődített település volt Horvátországban, az Isztriai-félszigeten. 

## Fekvése
Stari Gočan egykori erődített települése Isztria déli részén egy kiemelkedő dombon található Barban és Svetvinčenat között.

## Leírása
A név valószínűleg egy gazdag római család birtokának a nevéből származik, melynek eredeti alakja Caltianum (később Galzana, Golzana, Golčan és Gočan) volt. A település maradványai 374 méteres magasságban egy nagy kőtömbökből álló védőfallal övezett őskori elliptikus erődítmény maradványai között. A települést az elmúlt hatvan évben többször feltárták, mely megerősítette, hogy a kora középkorban egy falakkal és tornyokkal ellátott erődített település állt itt, a település közepén egy különleges négyzet alakú toronnyal. A várban a házak tömbjei az utcák szabálytalan elrendezéséhez igazodnak. A falak között két szakrális épületet fedeztek fel. Egy egykor, egyhajós koraromán stílusú templomot hosszúkás hajóval, sekély félköríves apszissal és mély szentélyrel (díszített gerenda töredékével), valamint egy félköríves apszissal rendelkező kápolnát. Egy elhagyott ciszterna nyoma is látható. A megtalált tárgyak száma több évszázados életről tanúskodik, a kora középkori fazekasság termékei pedig megerősítik a szlávok ittlétét Isztria déli részén már a 11. század előtt is. Ekkor a régi dokumentumok szerint Gočan megye központja volt. A települést a 12. és a 14. század között hagyták el, valószínűleg Sergio Castropola Pólából Barban és Svetvincenat irányába indított pusztító hadjáratai során, vagy a kora középkori pestisjárványokban pusztult ki a lakosság. A leletek alapján megállapítható, hogy a lakosok mezőgazdasággal, szarvasmarha-tenyésztéssel, vadászattal és halászattal foglalkoztak.
A Barban felé vezető úttól délre, a Rogatica vagy más néven Čikovec dombon, egy elhagyott kőbányában egy ókeresztény temetőbazilika maradványait találták meg, az égett kövek pedig erőszakos lerombolásra utalnak. A temető a jelek szerint még a templom lebontása után is használatban volt, de az egykori temető és a bazilika helyén ma már rengeteg rozsdás gép található. Egyébként a megerősített település, az egykori Dvigraddal (amelynek alaprajzát és méretét tekintve is megfelel), Bale és Barban, az egész területet megvédte a szlávok és a longobárdok behatolásától. Most mindent teljesen benőtt a növényzet, és sok fantázia kell ahhoz, hogy észrevegyük a települések vagy templomok nyomait a növényzettel benőtt kövek között.